# Charles Juste de Beauvau-Craon
Charles Juste de Beauvau, II principe di Craon e Beauvau, principe del Sacro Romano Impero, grande di Spagna (Lunéville, 10 settembre 1720 – Parigi, 21 maggio 1793), è stato un nobile e generale francese che ottenne il titolo di Maresciallo di Francia nel 1789.

## Biografia

### Infanzia
Quarto figlio di Marc de Beauvau, I principe di Craon e Beauvau, nonché fratello di Madame de Boufflers.

### Matrimoni
Sposò in prime nozze, il 3 aprile 1745, Marie Sophie Charlotte de La Tour d'Auvergne (1729-1763), figlia di Emmanuel-Théodose de la Tour d'Auvergne, da cui ebbe una figlia, Louise Anne Marie (1750-1834).
Rimasto vedovo nel 1763, sposò in seconde nozze, nel marzo 1764, Marie-Charlotte-Sylvie de Rohan-Chabot (1729-1807); questo secondo matrimonio rimase senza figli.

### Carriera militare
Entrato nell'esercito giovanissimo come volontario al servizio della Francia, fu nominato tenente nel Reggimento di cavalleria della Regina il 10 dicembre 1738, colonnello delle Guardie lorenesi del re Stanislao il 1º maggio 1740, si distinse come aiutante di campo sotto il Maresciallo Belle-Isle durante la guerra di successione austriaca all'assedio di Praga del 1742; rimase ferito durante una sortita. Rientrato in Francia alla fine della campagna, fu creato cavaliere di San Luigi.
Passato all'Armata di Germania combatté a Dettingen; destinato all'Armata d'Italia combatté con le Guardie lorenesi alla presa di Villefranche-sur-Mer e di Nizza, al passaggio delle Alpi e agli assedi di Demonte e di Cuneo. Partecipò a tutte le operazioni in Italia restando nuovamente ferito mentre guidava un attacco alla testa di 500 granatieri. Al termine della campagna tornò in Francia dove prese il governatorato della città e del castello di Bar, che il Duca di Lorena, gli aveva affidato.
Brigadiere il 16 maggio 1746, Maresciallo di campo il 10 maggio 1748, Grande di Spagna di prima classe l'11 maggio 1754, fu nominato cavaliere dell'Ordine dello Spirito Santo il 1º gennaio 1757. Dopo lo scoppio della guerra dei sette anni, nel 1756 partecipò alla conquista di Minorca mettendosi in luce durante l'assedio di Fort St. Philip per poi essere destinato, il 1º marzo 1757, all'Armata di Germania dove, agli ordini del Maresciallo de Richelieu, combatté ad Hastenbeck e contribuì alla conquista dell'Elettorato di Hannover. L'11 novembre, dopo la morte del Maresciallo Mirepoix, fu fatto capitano della 3ª Compagnia delle Guardie Reali.
Tenente generale il 28 dicembre 1758, seguì in Spagna il maresciallo de Richelieu nel 1762 nell'ambito dell'alleanza franco-spagnola e partecipò alle operazioni belliche contro il Portogallo. Fu nominato governatore della Linguadoca il 12 giugno 1765, quindi governatore generale della Provenza (1782); in questo ruolo seppe farsi apprezzare dalla cittadinanza.

### Ultimi anni e morte
Fu chiamato all'Académie française nel febbraio 1771, nonostante non avesse mai scritto nulla, e partecipò attivamente ai lavori accademici; fu ugualmente membro associato dell'Académie des sciences, membro onorario della Académie des inscriptions et belles-lettres (1782), e membro delle accademie italiane di Cortona e della Crusca. Si circondò di un circolo di uomini di lettere fra cui Jean Devaines, il filosofo Jean-François Marmontel, il poeta Jean-François de Saint-Lambert. Il poeta Stanislas de Boufflers, suo nipote, fu per lungo tempo l'animatore del suo salotto.
Il principe di Beauvau fu nominato Maresciallo di Francia il 4 agosto nel 1789; nello stesso anno fu segretario di Stato alla Guerra per un periodo di cinque mesi. Sostenitore delle riforme, non fu molestato durante la Rivoluzione, e morì nel suo letto durante il Terrore.
Lasciò il proprio nome legato all'Hôtel de Beauvau, nell'omonima piazza di Parigi e sede odierna del Ministero dell'interno, di cui fu inquilino dal 1770 alla morte. A Saint-Germain-en-Laye era proprietario del Château du Val, dove ospitò Benjamin Franklin nel 1778.